# Park Narodowy Jaragua
Park Narodowy Jaragua – park narodowy położony w południowo-wschodniej Dominikanie, w prowincji Pedernales. Obejmuje powierzchnię 1374 km², z czego 905 km² stanowią wody morskie. Leży pomiędzy 17"28'N – 17'58'N a 71'16'W – 71"44'W i jest największym obszarem chronionej przyrody w całych Karaibach.
Park Narodowy Jaragua ustanowiono dekretem prezydenckim nr 1315 z 11 sierpnia 1983. Jego nazwa pochodzi od imienia wodza Indian Taino. Park obejmuje południową część gór Sierra Bahoruco, obszary suchego lasu tropikalnego, namorzyny, scrub oraz obszar Morza Karaibskiego wraz z wyspami Beata i Alto Velo, będący siedliskiem licznych gatunków ptaków.